# 1668 a tudományban
Az 1668. év a tudományban és a technikában.

## Megjelenés
- Megjelenik Londonban John Wilkins anglikán lelkész, angol természettudós munkája An Essay towards a Real Character and a Philosophical Language; ebben többek között egy új univerzális nyelv kialakítását kezdeményezi, amely megkönnyíthetné a tudósok közti nemzetközi kommunikációt.

## Születések
december 31. – Hermann Boerhaave holland orvos, kémikus, botanikus († 1738)